# Рузвельт (Аризона)
Рузвельт (англ. Roosevelt) — переписна місцевість (CDP) в США, в окрузі Гіла штату Аризона. Населення — 26 осіб (2020).

## Географія
Рузвельт розташований за координатами 33°39′27″ пн. ш. 111°7′38″ зх. д. / 33.65750° пн. ш. 111.12722° зх. д. (33.657507, -111.127095).  За даними Бюро перепису населення США в 2010 році переписна місцевість мала площу 8,01 км², з яких 7,98 км² — суходіл та 0,02 км² — водойми. В 2017 році площа становила 6,99 км², з яких 6,97 км² — суходіл та 0,02 км² — водойми.

## Демографія
Згідно з переписом 2010 року, у переписній місцевості мешкало 28 осіб у 11 домогосподарстві у складі 8 родин. Густота населення становила 3 особи/км².  Було 43 помешкання (5/км²).
Расовий склад населення:
| - 96,4 % — білих - 3,6 % — азіатів |

До двох чи більше рас належало 0,0 %. Частка іспаномовних становила 0,0 % від усіх жителів.
За віковим діапазоном населення розподілялося таким чином: 3,6 % — особи молодші 18 років, 67,8 % — особи у віці 18—64 років, 28,6 % — особи у віці 65 років та старші. Медіана віку мешканця становила 57,5 року. На 100 осіб жіночої статі у переписній місцевості припадало 154,5 чоловіків;  на 100 жінок у віці від 18 років та старших — 170,0 чоловіків також старших 18 років.
Цивільне працевлаштоване населення становило 20 осіб. Основні галузі зайнятості: мистецтво, розваги та відпочинок — 65,0 %, сільське господарство, лісництво, риболовля — 35,0 %.